# Тадеј Тверски
Архиепископ Тадеј Тверски (рођ. Иван Васиљевич Успенски; 12. новембар 1872, село Наруксово, Лукојановски округ, Нижегородска губернија - 31. децембар 1937, Калињин) - епископ Руске православне цркве, архиепископ тверски (калињински) и Кашинског.
Канонизован за светитеља 1997. године.

## Биографија
Рођен 1872. године у селу Наруксово, губернија Нижњи Новгород. Његов отац, Василиј Федорович, је локални декан, протојереј, одликован Орденом Светог Владимира 4. степена (1912). Мајка - Лидија Андреевна. Породица је имала девет синова и две ћерке.
Завршио је Нижегородску богословију и студирао на Московској богословској академији, коју је дипломирао 1896. године у звању кандидата богословије. 1896-1897 био је професор на Академији. Магистар теологије (1901; дисертација: „Јединство књиге пророка Исаије.“ Сергијев Посад, 1901).

### Монаштво и студије
Под утицајем ректора академије епископа Антонија (Храповицког) одлучује да се замонаши.
У августу 1897. године замонашен је са именом Тадеј и рукоположен у чин јерођакона.
Од 21. септембра 1897. - јеромонах, наставник логике, философије и дидактике у Смоленској богословији.
19. новембра 1898. године премештен је на место инспектора Минске богословије уз исправку дужности наставника Светог писма.
Од 1900. - наставник основне догматске и моралне теологије у Уфској богословији.
5. марта 1902. године постављен је за инспектора Уфске богословије и уздигнут у чин архимандрита. У том периоду објавио је „Белешке о дидактици“ – своје главно дело о црквеној педагогији и образовању.
Од 8. јануара 1903 - ректор Олонечке богословије.

### Епископ Владимир-Волински
21. децембра 1908. хиротонисан је за епископа Владимиро-волинског, другог викара Волинске епархије. Освећење су извршили: Архиепископ Волински Антоније (Храповицки), Епископ Гродно-брестски Михаил (Ермаков), Епископ Холмско-љублински Евлогије (Георгијевски) и Епископ бјелисточки Владимир (Тихоницки).
28. фебруара 1913. преименован је у првог викара. Поставши епископ, он није изневерио монашки подвиг који је преузео на себе, строго је постио и много се молио.
У јесен 1916. године поверено му је привремено управљање Владикавказском епархијом за време болести епископа Владикавказског Антонина (Грановског). 28. јануара 1917. вратио се на дужност епископа Владимир-Волинског.
Године 1919, након што је владајући волински епископ, архиепископ Евлогије (Георгијевски), био приморан да напусти своју столицу и оде у иностранство, епископ Тадеј је почео да испуњава своје дужности. Током постојања Украјинске Народне Републике, одбијао је да ступи у преписку са њеним представницима на украјинском језику, упркос претњама протеривањем из Украјине.
У новембру 1921. бољшевици су у Житомиру ухапсили епископа Тадеја под оптужбом да је учествовао у устаничком покрету у Волинији. Верници су тражили да га пусте из затвора: „Епископ Тадеј је већ дуги низ година познат у граду Житомиру, где нема цркве у којој не богослужи и не проповеда. Знамо и његов лични живот као молитвеника и пастира. Епископ Тадеј се никада није мешао у политику, није учинио ништа против совјетског режима и никога није позивао да учини било шта противзаконито”.
Епископ је превезен у Харков, где је, након испитивања, локални ВУЧК одлучио: „... да пошаље епископа Тадеја на располагање патријарху Тихону са правом боравка само у једној од централних северних покрајина РСФСР и Западног Сибира. уз уплату каоуције код чекинских власти...”. 9. марта 1922. пуштен је из харковског затвора и сутрадан је отишао у Москву.

### Архиепископ астрахански
По доласку у Москву и разговору са патријархом Тихоном 13. марта 1922. године, постављен је за Астраханску столицу, уз уздизање у чин архијереја. Тадеј је успео да оде у Астрахањ и започне своју архипастирску дужност тек у децембру 1923. године.
Године 1922. ухапшен је и оптужен да је омогућио штампање позива пастви митрополита Агатангела, који је привремено управљао црквом после хапшења патријарха Тихона, са позивом да се темељи Цркве чувају чистима и да се чувају оних који покушавају да незаконито узурпирају црквену власт (односно вође обновитељског покрета који су уз подршку бољшевика покушали да преузму власт у цркви).
Пакете које је добијао дали су управнику ћелије, који их је поделио на све затворенике. Јастук је дао другом утамниченом епископу, а он је спавао с руком под главом. Био је прогнан у област Зирјански на годину дана.
У лето 1923, по завршетку изгнанства, живео је у Волоколамску и служио у московским црквама. Године 1923. отишао је у Астрахањ, где је преузео дужност владајућег епископа. Водио је крајње скроман начин живота, носио је стару закрпљену мантију, старе, поправљене чизме, имао једну одежду и једну митру. Често је вршио богослужења, после службе је водио разговоре са верницима, објашњавајући им Свето писмо, и много проповедао. Противио се покрету „обнове“. Патријарх Тихон је рекао једном од становника Астрахана: „Знате ли да је владика Тадеј свети човек? Он је изузетна, ретка личност. Такве светиљке Цркве су изузетна појава. Али о томе се мора водити рачуна, јер такав екстремни подвижништво, потпуно непоштовање свега у животу, утиче на здравље. Наравно, владика је изабрао свети, али тежак пут, мало ко има такву снагу духа. Морамо се молити да га Господ ојача на путу овог подвига.” Пружао је помоћ и подршку локалним свештеницима (на пример, Петру Зиновјеву).
Године 1926., након хапшења намесника Патријаршијског заменика митрополита Сергија (Страгородског), на његову дужност је привремено ступио митрополит Јосиф (Петрових), који је, пак, 8. децембра 1926. именовао своје наследнике у случају хапшења архијереја. : Корнилије (Соболев) Јекатеринбуршки, Тадеј Астрахански (Успенски) и Серафим Углички (Самоилович). Након хапшења митрополита Јосифа и сазнања да је архиепископ Корнилије у изгнанству и да не може да испуни поверени му задатак, владика Тадеј је средином децембра 1926. отишао из Астрахана у Москву да би започео привремено руководство црквом. Међутим, у Саратову је приведен и депортован у град Кузњецк, Саратовска губернија.

### Архиепископ саратовски
У марту 1928. ослобођен је и постављен за архиепископа Саратовског. Према сећању једног од парохијана, „службе су се обављале дуго, литургија од 10 до 3 сата после подне. Много је служио, сва недељна празнична свеноћна бденија и литургије, акатисте, празнике светитељима. Био је одличан проповедник, говорио је проповеди на свакој служби, тако да су деца стајала и нису се уморила. За живота сматран је светим“.

### Архиепископ Калињински и Кашински
Новембра 1928. премештен је у Твер за архиепископа Калињина и Кашинског. Као и у Астрахану, много је проповедао и уживао у љубави своје пастве, што је иритирало бољшевичке власти.
29. септембра 1936. године комунистичке власти су архиепископа Тадеја лишиле регистрације и забраниле му служење, али је епископ наставио да служи.
У лето 1937. почела су масовна хапшења у Калињину, као и другде. Ухапшено је скоро целокупно свештенство епархије. У октобру исте године, један од свештеника је, после дуже тортуре, пристао да потпише клеветничке податке о архиепископу Тадеју. Представници обновитељства својевољно су се понашали као лажни сведоци.

### Хапшење и мучеништво
Ухапшен је 20. децембра 1937. године. На испитивањима се понашао храбро и није признао да је крив за контрареволуционарне активности. На питање ко је пружио материјалну помоћ епархији, одговорио је: „Материјална помоћ је дата мени лично у цркви у виду добровољних прилога, не могу да именујем имена ових лица, јер их не знам”.
У затвору је био смештен код криминалаца који су га понижавали, морао је да спава под креветима. Житије архијереја говори како се једне ноћи Богородица „указала вођи злочинаца и претећи му рекла: „Не дирај светог човека, иначе ћете сви свирепом смрћу погинути“. Следећег јутра испричао је сан својим друговима, и они решише да виде да ли је свети старац још жив. Погледавши испод кревета, видеше да одатле извире заслепљујућа светлост, и устукнуше од ужаса тражећи од светитеља опроштај. Од тог дана престало је свако исмевање, а злочинци су чак почели да се старају о епископу. Власти су приметиле промену у ставу затвореника према владици и он је пребачен у другу ћелију.
Десет дана након хапшења осуђен је на смрт под оптужбом да је водио црквено-монархистичку организацију.
Према речима члана Синодалне комисије за канонизацију светих Руске православне цркве, протојереја Георгија Митрофанова, „иследник је постао толико огорчен на њега да је наредио да га не стрељају, већ да га живог удаве у затворском орману“. Затворски лекар је упозорио вернике на време епископове сахране (као и други стрељани, сахрањен је без ковчега).

### Поштовање и канонизација
У пролеће 1938. године, после Васкрса, верници су тајно отворили гроб и тело пренели у на брзину направљени ковчег, а у његову руку стављено је фарбано ускршње јаје. О смрти архијереја је у исто време саопштено и местољубитељу патријаршијског престола, митрополиту Сергију, који је обавио опело у одсуству.
На месту гроба постављен је крст и на њему урађен натпис, али је убрзо уништен од стране власти. Ово место су поштовали православни хришћани током совјетских година.
26. октобра 1993. године пронађене су његове преподобне мошти које се данас налазе у Вазнесенском сабору града Твера.
Протојереј Георгиј Митрофанов, члан Синодалне комисије за канонизацију светих Руске православне цркве, назвао је архиепископа Тадеја „најсветлијим и истовремено веома трагичним примером“ отпорности људи који су подвргнути прогону.
1997. године Архијерејски Сабор Руске Православне Цркве га је канонизовао за новомученика.

### Зборник радова
- Бескрајни извор благодати // Часопис Московске Патријаршије., 1990. - Бр. 5. - С. 39-41.
- На дан Воздвижења Животворног Крста Господњег // Весник Московске Патријаршије., 1990. - Бр. 9. - С. 56-58.
- „Божја гора, велика гора...“ (Пс. 67,16) // Весник Московске Патријаршије. 1991. - бр. 4. - П. 41-42.
- Помоћник у тузи // Весник Московске Патријаршије. 1992. - бр. 11/12. — П. 50-51.
- О смислу живота // Весник Московске Патријаршије. 1997. - бр. 4. - П. 64-68.
- Стварање. Проповеди. Боок 1. - Твер: Булат, 2002. - 485 с. — 5000 примерака.
- Стварање. Напомене о дидактици. Боок 2. - Твер: Булат, 2003. - 436 с. — 3000 примерака.